# Marco Asensio
Marco Asensio Willemsen (Palma de Maiorca, 21 de janeiro de 1996) é um futebolista espanhol que atua como meio-campista, meia-atacante, ponta-direita ou ponta-esquerda. Atualmente joga no Paris Saint-Germain.

## Carreira
Começou sua carreira profissional no Mallorca, jogando pelo time B na temporada 2013–14. No dia 23 de outubro de 2013 fez a sua estreia na equipe principal do clube, jogando os últimos seis minutos na derrota de 3 a 1 contra o Recreativo Huelva.
No dia 16 de março de 2014, Asensio fez seu primeiro gol como profissional, na vitória por 2 a 0 sobre do Tenerife. Foi promovido a titular após a chegada do novo técnico Valeriy Karpin.

### Real Madrid
No dia 5 de dezembro de 2014, foi anunciado pelo Real Madrid, um contrato de seis anos por um valor de 3,9 milhões de euros e permanecendo no Mallorca por empréstimo até o final da temporada 2014–15.
Estreou oficialmente no dia 9 de agosto de 2016, marcando gol na vitória por 3 a 2 sobre o Sevilla pela Supercopa da UEFA de 2016. Em agosto de 2017, Asensio marcou dois gols na Supercopa da Espanha em dois jogos contra o Barcelona, se tornando o artilheiro da competição.[carece de fontes?]
Em junho de 2023, Marco Asensio não renova o seu contrato com o Real Madrid, deixando o clube depois de 7 temporadas.[carece de fontes?]

### Espanyol
No dia 20 de agosto de 2015, depois de fazer toda a pré-temporada com o Real Madrid, Asensio foi emprestado ao Espanyol para a temporada 2015–16. No dia 19 de setembro de 2015, estreou na La Liga pelo Espanyol, na vitória por 3 a 2 sobre o Real Sociedad. Jogou 85 minutos em seu primeiro jogo e deu assistência para o segundo gol.
Marcou seu primeiro gol pelo Espanyol no dia 20 de fevereiro de 2016, na vitória por 1 a 0 sobre o La Coruña, pela 25ª rodada da La Liga. Marcou mais um gol no empate por 1 a 1 contra o Celta de Vigo, pela 34ª rodada.
No dia 15 de maio de 2016, em seu último jogo pelo Espanyol, marcou dois gols, na vitória por 4 a 2 sobre o Eibar. Terminou a temporada com 4 gols e 12 assistências.

### Paris Saint-Germain
No dia 6 de julho de 2023, o jogador foi anunciado como novo reforço do PSG, assinando contrato até 2026.
Sua estadia na França, contudo, foi encurtada por diversos fatores. Inicialmente, o espanhol tivera dois gols nos seus primeiros três jogos da Ligue 1, mas, em uma convocação para Seleção Espanhola, o atacante lesionara o seu pé e perdeu os próximos jogos dos meses de setembro, outubro, novembro e dezembro pelo Paris.
Em janeiro, após um retorno gradual aos gramados, o espanhol conseguira fazer melhores resultados, tendo marcado dois gols nesse mesmo mês e um logo no segundo dia de fevereiro. Estes, porém, foram seus últimos tentos com a camisa do time francês em tal época. Asensio não conseguia mais corresponder às expectativas e limitava-se a participar do placar do jogo com algumas assistências casuais, mas sem atingir os 90 minutos na maior parte dos jogos restantes.
Apesar dos números discretos – cinco gols em 28 jogos –, o atleta conseguiu comemorar seus primeiros títulos em solo francês: Supercopa da França, Ligue 1 e Copa da França.
Em sua segunda temporada, o espanhol enfrentou períodos ainda menores em campo. Ele não foi utilizado no título da Supercopa da França, e viu o treinador Luis Enrique deixá-lo de lado dos jogos do time. Assim, conseguiu marcar apenas duas vezes na Ligue 1 – onde fez 12 jogos em um turno inteiro – e só esteve nos gramados em quatro oportunidades na Liga dos Campeões – tendo como maior minutagem uma derrota para o Atlético de Madrid em novembro de 2024, onde esteve em campo por 67 minutos –.
Sem espaço, o clube e o jogador decidiram que seria melhor para ambos que Asensio mudasse de equipe momentaneamente. Assim, deixou o clube em fevereiro de 2025 para ir à Inglaterra.

### Empréstimo ao Aston Villa
No dia 3 de fevereiro de 2025, o  Aston Villa anunciou o empréstimo de Asensio até o final da temporada.
No dia 22 de fevereiro de 2025, marcou seus dois primeiros gols na vitória por 2 a 1 sobre o Chelsea no Villa Park, ambos gols tiveram assistência do inglês e também recém contratado Marcus Rashford.

## Seleção Espanhola
Estreou pela Seleção Espanhola principal em 29 de maio de 2016 em partida amistosa contra a Bósnia.
No dia 17 de junho de 2017, marcou um hat-trick na vitória por 5 a 0 sobre a Macedônia pela primeira rodada da Euro Sub-21 de 2017.
Asensio foi convocado por Luis de la Fuente para representar a Seleção Espanhola nos Jogos Olímpicos de 2020. Fez o gol da vitória de 1 a 0 sobre a seleção do Japão e que classificou a Espanha para a final do Jogos Olímpicos, tendo feito o gol aos 10 minutos do 2° tempo da prorrogação. Entretanto, a seleção espanhola foi derrotada por 2 a 1 para o Brasil e ficou com a medalha de prata.

## Vida pessoal
Nasceu em Palma de Maiorca, Ilhas Baleares, filho de mãe holandesa e de pai espanhol. Asensio transferiu-se para o Mallorca em 2006, vindo do Platges de Calvià. Sua mãe, Maria Willemsen, morreu de câncer quando ele tinha 15 anos. 

## Estatísticas
Atualizadas até 8 de agosto de 2021.

### Clubes
| Equipe            | Temporada         | Campeonato nacional | Campeonato nacional | Copa nacional | Copa nacional | Competições continentais | Competições continentais | Outros torneios | Outros torneios | Total | Total |
| Equipe            | Temporada         | Jogos               | Gols                | Jogos         | Gols          | Jogos                    | Gols                     | Jogos           | Gols            | Jogos | Gols  |
| ----------------- | ----------------- | ------------------- | ------------------- | ------------- | ------------- | ------------------------ | ------------------------ | --------------- | --------------- | ----- | ----- |
| Mallorca B        | 2013–14           | 14                  | 3                   | –             | –             | –                        | –                        | –               | –               | 14    | 3     |
| Mallorca B        | Total             | 14                  | 3                   | –             | –             | –                        | –                        | –               | –               | 14    | 3     |
| Mallorca          | 2013–14           | 20                  | 1                   | –             | –             | –                        | –                        | –               | –               | 20    | 1     |
| Mallorca          | 2014–15           | 36                  | 6                   | –             | –             | –                        | –                        | –               | –               | 36    | 6     |
| Mallorca          | Total             | 56                  | 7                   | –             | –             | –                        | –                        | –               | –               | 56    | 7     |
| Espanyol          | 2015–16           | 34                  | 4                   | 3             | 0             | –                        | –                        | –               | –               | 37    | 4     |
| Espanyol          | Total             | 34                  | 4                   | 3             | 0             | –                        | –                        | –               | –               | 37    | 4     |
| Real Madrid       | 2016–17           | 23                  | 3                   | 6             | 3             | 9                        | 4                        | –               | –               | 38    | 10    |
| Real Madrid       | 2017–18           | 32                  | 6                   | 5             | 2             | 13                       | 1                        | 3               | 2               | 53    | 11    |
| Real Madrid       | 2018–19           | 30                  | 1                   | 5             | 3             | 8                        | 2                        | 1               | 0               | 44    | 6     |
| Real Madrid       | 2019–20           | 9                   | 3                   | 0             | 0             | 1                        | 0                        | 0               | 0               | 10    | 3     |
| Real Madrid       | 2020–21           | 35                  | 5                   | 1             | 0             | 11                       | 2                        | 1               | 0               | 48    | 7     |
| Real Madrid       | 2021–22           | 31                  | 10                  | 2             | 1             | 8                        | 1                        | 1               | 0               | 42    | 12    |
| Real Madrid       | 2022–23           | 17                  | 4                   | 3             | 0             | 6                        | 2                        | 3               | 0               | 28    | 6     |
| Real Madrid       | Total             | 168                 | 32                  | 22            | 9             | 56                       | 12                       | 9               | 2               | 263   | 54    |
| Total na carreira | Total na carreira | 272                 | 46                  | 25            | 8             | 42                       | 12                       | 9               | 2               | 370   | 68    |

### Seleção Espanhola
Seleção principal
| Ano   |       |      |         |
| Ano   | Jogos | Gols | Assist. |
| ----- | ----- | ---- | ------- |
| 2016  | 2     | 0    | 0       |
| 2017  | 6     | 0    | 1       |
| 2018  | 12    | 1    | 6       |
| 2019  | 4     | 0    | 1       |
| 2020  | 2     | 0    | 0       |
| Total | 26    | 1    | 8       |

Expanda a caixa de informações para conferir todos os jogos deste jogador, pela sua seleção nacional.
Seleção principal
|     | Data                   | Local                                  | Resultado | Adversário           | Gol(s) | Assist. | Competição               |
| --- | ---------------------- | -------------------------------------- | --------- | -------------------- | ------ | ------- | ------------------------ |
| 1.  | 29 de maio de 2016     | AFG Arena, São Galo                    | 3–1       | Bósnia e Herzegovina | 0      | 0       | Amistoso                 |
| 2.  | 5 de setembro de 2016  | Estádio Reino de León, Leão            | 8–0       | Liechtenstein        | 0      | 0       | Elim. Copa do Mundo 2018 |
| 3.  | 7 de junho de 2017     | Estádio Nueva Condomina, Múrcia        | 2–2       | Colômbia             | 0      | 0       | Amistoso                 |
| 4.  | 2 de setembro de 2017  | Estádio Santiago Bernabéu, Madrid      | 3–0       | Itália               | 0      | 0       | Elim. Copa do Mundo 2018 |
| 5.  | 6 de outubro de 2017   | Estadio José Rico Pérez, Alicante      | 3–0       | Albânia              | 0      | 0       | Elim. Copa do Mundo 2018 |
| 6.  | 9 de outubro de 2017   | Estádio Sammy Ofer, Haifa              | 1–0       | Israel               | 0      | 0       | Elim. Copa do Mundo 2018 |
| 7.  | 11 de novembro de 2017 | Estádio La Rosaleda, Málaga            | 5–0       | Costa Rica           | 0      | 0       | Amistoso                 |
| 8.  | 14 de novembro de 2017 | Estádio Krestovsky, São Petersburgo    | 3–3       | Rússia               | 0      | 1       | Amistoso                 |
| 9.  | 23 de março de 2018    | Esprit Arena, Düsseldorf               | 1–1       | Alemanha             | 0      | 0       | Amistoso                 |
| 10. | 27 de março de 2018    | Estádio Metropolitano, Madrid          | 6–1       | Argentina            | 0      | 2       | Amistoso                 |
| 11. | 3 de junho de 2018     | Estádio de La Cerámica, Villarreal     | 1–1       | Suíça                | 0      | 0       | Amistoso                 |
| 12. | 9 de junho de 2018     | Estádio Krasnodar, Krasnodar           | 1–1       | Tunísia              | 0      | 0       | Amistoso                 |
| 13. | 20 de junho de 2018    | Arena Kazan, Cazã                      | 1–0       | Irã                  | 0      | 0       | Copa do Mundo 2018       |
| 14. | 25 de junho de 2018    | Estádio de Kaliningrado, Kaliningrado  | 2–2       | Marrocos             | 0      | 0       | Copa do Mundo 2018       |
| 15. | 1 de julho de 2018     | Estádio Lujniki, Moscou                | (3)1–1(4) | Rússia               | 0      | 0       | Copa do Mundo 2018       |
| 16. | 8 de setembro de 2018  | Estádio Wembley, Londres               | 2–1       | Inglaterra           | 0      | 0       | Amistoso                 |
| 17. | 11 de setembro de 2018 | Estádio Manuel Martínez Valero, Elche  | 6–0       | Croácia              | 1      | 3       | Amistoso                 |
| 18. | 15 de outubro de 2018  | Estádio Benito Villamarín, Sevilha     | 2–3       | Inglaterra           | 0      | 1       | Liga das Nações da UEFA  |
| 19. | 15 de novembro de 2018 | Estádio Maksimir, Zagreb               | 2–3       | Croácia              | 0      | 0       | Liga das Nações da UEFA  |
| 20. | 18 de novembro de 2018 | Estádio Gran Canaria, Las Palmas       | 1–0       | Bósnia e Herzegovina | 0      | 0       | Amistoso                 |
| 21. | 23 de março de 2019    | Estádio de Mestalla, Valência          | 2–1       | Noruega              | 0      | 0       | Elim. Eurocopa 2020      |
| 22. | 26 de março de 2019    | Estádio Nacional de Ta' Qali, Ta' Qali | 2–0       | Malta                | 0      | 0       | Elim. Eurocopa 2020      |
| 23. | 7 de junho de 2019     | Tórsvøllur, Tórshavn                   | 4–1       | Ilhas Faroé          | 0      | 1       | Elim. Eurocopa 2020      |
| 24. | 10 de junho de 2019    | Estádio Santiago Bernabéu, Madrid      | 3–0       | Suécia               | 0      | 0       | Elim. Eurocopa 2020      |
| 25. | 11 de novembro de 2020 | Johan Cruijff Arena, Amesterdão        | 1–1       | Países Baixos        | 0      | 0       | Amistoso                 |
| 26. | 17 de novembro de 2020 | Estádio de La Cartuja, Sevilha         | 6–0       | Espanha              | 0      | 0       | Liga das Nações da UEFA  |

## Títulos
Real Madrid
- Copa do Mundo de Clubes da FIFA: 2016, 2017, 2018, 2022
- Liga dos Campeões da UEFA: 2016–17, 2017–18, 2021–22
- Supercopa da UEFA: 2016, 2017, 2022
- Campeonato Espanhol: 2016–17, 2019–20, 2021–22
- Supercopa da Espanha: 2017
- Copa do Rei: 2022–23

Paris Saint-Germain
- Supercopa da França: 2023, 2024
- Campeonato Francês: 2023–24, 2024–25[31]
- Copa da França: 2023–24
- Liga dos Campeões da UEFA: 2024–25[32]

Seleção Espanhola
- Liga das Nações da UEFA: 2022–23
- Campeonato Europeu Sub-19: 2015
- Jogos Olímpicos: prata em 2020

### Prêmios individuais
- Equipe do torneio do Campeonato Europeu Sub-19 de 2015[33]
- Jogador de ouro do Campeonato Europeu Sub-19 de 2015[34]
- 50 jovens promessas do futebol mundial de 2016[35]
- Jogador revelação da La Liga de 2015–16[36]
- Chuteira de Prata do Campeonato Europeu Sub-21 de 2017[37]
- Equipe do torneio do Campeonato Europeu Sub-21 de 2017[38]